# Agostino Cornacchini

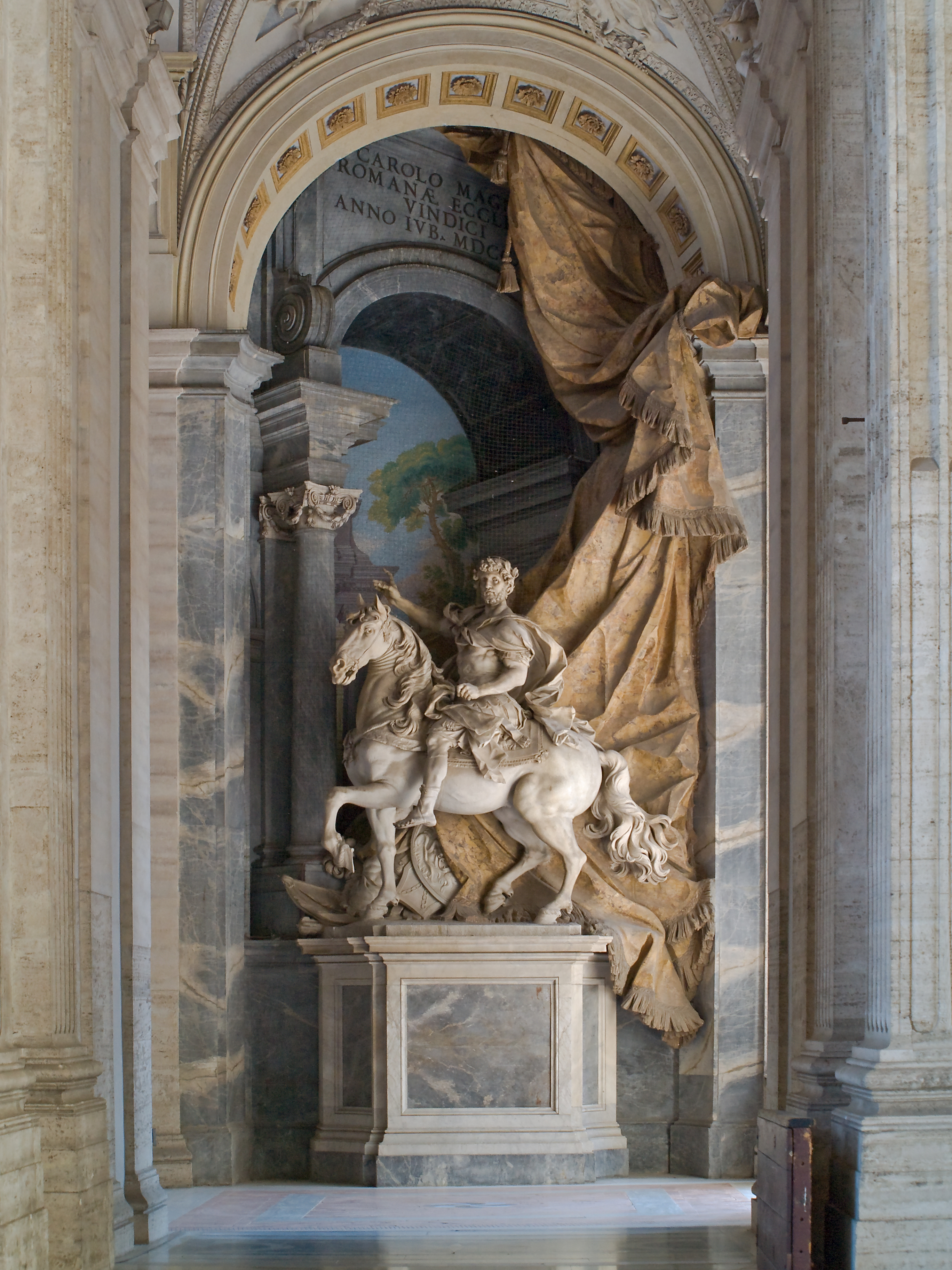
Monumento equestre di Carlo Magno, Agostino Cornacchini (1725), basilica di San Pietro in Vaticano, Italia.

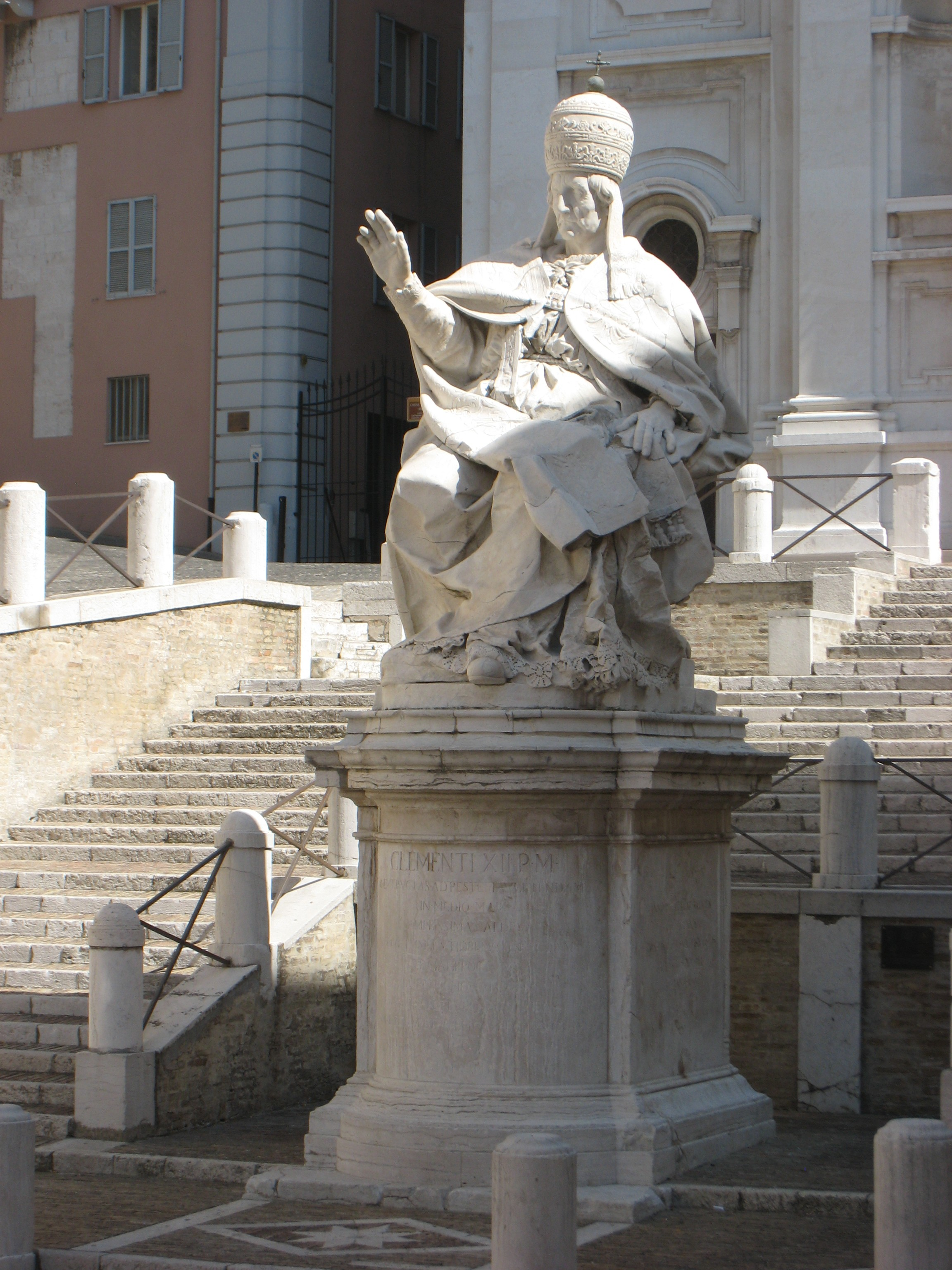
Statua di papa Clemente XII, Ancona, Piazza del Plebiscito, 1738.

Agostino Cornacchini (Pescia, 26 agosto 1686 – Roma, 1754) è stato uno scultore e pittore italiano, molto attivo a Roma.

## Biografia
Nel 1697 si trasferì a Firenze, dove fu allievo di Giovanni Battista Foggini. Nel 1712 si trasferì a Roma e lavorò alla basilica di San Pietro in Vaticano, dove realizzò la statua equestre di Carlo Magno (1720-1725) e, per la serie dei Santi Fondatori, la statua del profeta Elia (1727).
Altre sue opere presso il Duomo di Orvieto, Pistoia e nella basilica di Superga a Torino. Pure suoi sono i busti marmorei dei cardinali Ferdinando D'Adda e Luigi Omodei conservati nella sagrestia della basilica dei Santi Ambrogio e Carlo al Corso.
Lo scultore realizzò la statua del papa Clemente XII benedicente acquistata dal Senato anconetano e destinata, secondo il progetto del famoso architetto Luigi Vanvitelli, ad essere collocata sull'attico dell'Arco Clementino di Ancona, nell'area portuale della città, e poi situata nella piazza del Plebiscito, ma chiamata comunemente piazza del Papa, proprio a causa della presenza della scultura al centro di essa.
A lui il cardinale ungherese Michele Federico Althann commissionò la scultura di San Giovanni Nepomuceno oggi sul Ponte Milvio, a Roma.
Nella sua città natale, gli è attribuita la scalinata della chiesa dei Santi Stefano e Niccolao.